# Umberto Barberis
Umberto Barberis (* 5. Juni 1952 in Sion) ist ein ehemaliger Schweizer Fussballspieler und derzeitiger -trainer. Er konnte zweimal die Schweizer Meisterschaft, viermal den Schweizer Cup und 1982 mit dem AS Monaco auch die französische Meisterschaft gewinnen. In den Jahren 1975, 1979 und 1980 wurde er jeweils zum Schweizer Fussballer des Jahres gewählt und 1981 und 1982 in Frankreich zum besten ausländischen Spieler.

## Karriere als Spieler

### Vereine (bis 1985)
Der in Sion geborene Italiener wurde in der Fussballschule des FC Sion ausgebildet und 1976 in der Schweiz eingebürgert. Bereits sein Vater Vittorio war Fussballer von Beruf, ebenso Barberis’ Sohn Sebastien. «Bertine» Barberis gehörte 1969/70 der Meistermannschaft von Sion in der Nationalliga B an, die damit in die Nationalliga A aufstieg. In der Saison 1972/73 platzierte er sich mit seinen Mannschaftskollegen vom Stade de Tourbillon auf dem dritten Rang und gewann 1973/74 unter Trainer Miroslav Blažević mit einem 3:2-Erfolg gegen Xamax den Schweizer Cup. Dem jungen Spielmacher, mit ausgezeichneter Technik, Spielwitz und Torgefährlichkeit ausgestattet, glückte dabei an der Seite der Mittelfeldroutiniers Günter Herrmann und Otto Luttrop ein Tor. Jetzt konnte er aber nicht mehr in Sion gehalten werden, «Bertine» nahm das Angebot vom Grasshopper-Club an und wechselte zur Saison 1974/75 nach Zürich. Sportlich sprang mit der Mannschaft der dritte Rang heraus, und er wurde 1975 erstmals zum Schweizer Fussballer des Jahres gewählt. Von der Mentalität her fühlte er sich aber dort nicht wohl und siedelte deshalb nach nur einer Saison zum Servette FC über.
Mit den «Servettiens» wurde er dreimal in Folge von 1976 bis 1978 Vizemeister – 1977 erzielte Barberis 17 Tore und verlor mit seinem Verein erst im Entscheidungsspiel die Meisterschaft –, stand 1975/76 im Cup-Final gegen den FC Zürich und konnte sich 1978 im Wiederholungsspiel gegen die von Helmuth Johannsen trainierten Grasshoppers als Cupsieger feiern lassen. Die überragende Saison kam aber noch. Neben dem Meisterschaftsgewinn 1978/79 mit Trainer Péter Pázmándy gewann Barberis mit Servette auch noch gegen die Young Boys Bern (Trainer Friedhelm Konietzka) den Cup, wurde Ligacupsieger und setzte sich auch im Alpencup durch. Persönlich wurde «Bertine» mit der erneuten Wahl zum Schweizer Fussballer des Jahres zusätzlich geehrt. In der Finalrunde 1978/79 gewann das Team vom Stade des Charmilles gegen die Konkurrenten FCZ, GC, St. Gallen, YB und Basel alle zehn Spiele und wurde ohne Punktverlust Meister. Die Klasse dieser legendären Erfolgsmannschaft um die Mittelfeldachse Marc Schnyder, Claude Andrey und Barberis wurde auch im Cup der Cupsieger unterstrichen. In den ersten zwei Wettbewerbsrunden setzten sich die «Grenats» mit dem sich ständig in Bewegung befindlichen «Motor» Barberis gegen PAOK Saloniki und AS Nancy durch und scheiterten ganz knapp im Viertelfinal nach zwei Unentschieden (0:0/1:1) wegen des Auswärtszählers der Rheinländer am späteren Finalisten Fortuna Düsseldorf. Nach einem dritten Rang 1979/80 wagte «Bertine» Barberis den Sprung in eine ausländische Profiliga. Der 28-Jährige unterschrieb zur Saison 1980/81 einen Vertrag beim AS Monaco und spielte damit in der französischen Division 1.
Auch in der sportlich höher eingeschätzten französischen Liga stellte der 1,70 cm grosse Techniker auf Anhieb unter Beweis, ein feiner Stratege und Spielmacher zu sein. Er wurde in den Jahren 1981 und 1982 gemeinsam mit dem polnischen Torjäger Andrzej Szarmach zweimal zum besten ausländischen Spieler in Frankreich gewählt. In der Saison 1981/82 errang er im Championat mit den Mitspielern Jean-Luc Ettori, Manuel Amoros und Claude Puel für Monaco die Meisterschaft. Der Rekordspieler der Ligue 1, Jean-Luc Ettori, äusserte sich über den Mann aus Sion mit folgenden Worten: «Er war ein grosser Spieler, ein Spielmacher der alten Schule, der alles konnte, den Ball erobern, verteilen und Tore erzielen. 1982 hat er uns den Titel erkämpft.» Barberis kam von 1980 bis 1983 für den ASM auf insgesamt 121 Pflichtspiele (Ligue 1, Cup und Europapokal) und erzielte dabei 36 Tore. Mit 31 Jahren kehrte er 1983 wieder nach Genf zurück.
Immer noch war er ein Garant für Erfolge. Die «Servettiens» verloren erst im Entscheidungsspiel gegen GC 1984 die Meisterschaft, hielten sich aber im Cup mit dem 1:0-Erfolg nach Verlängerung im Final gegen Lausanne schadlos. In seiner zweiten Saison nach der Rückkehr, 1985/86, gewann «Bertine» mit Servette zum zweiten Mal die Meisterschaft.
Nachdem der überaus erfolgreiche Akteur im Jahre 1986 seine aktive Spielerlaufbahn beendet hatte, war er ab 1987 bei verschiedenen Vereinen als Trainer tätig. An seine Erfolgsbilanz als Spieler konnte er in diesem Metier aber nicht anknüpfen.

### Nationalspieler (1976 bis 1985)
Sein Debüt in der «Nati» gab Barberis unter SFV-Trainer René Hüssy beim Freundschaftsländerspiel am 11. Mai 1976 in Basel gegen Polen. In der 59. Spielminute glückte dem Debütanten der Siegtreffer zum 2:1. Den ersten Tiefschlag im Nationalteam erlebte er aber bereits am 8. September 1976 beim ersten WM-Qualifikationsspiel in Oslo gegen Norwegen. Norwegen hatte seit einem Jahr kein Tor mehr geschossen, mit sieben Spielen, sechs Niederlagen, einem Unentschieden und 0:16 Toren war die Bilanz der Skandinavier deprimierend gewesen, und die Schweizer hatten die Favoritenrolle inne. Man hatte noch den 1975 zurückgetretenen Jakob Kuhn als erfahrenen Regisseur zurückgeholt und daneben mit René Botteron und Barberis zwei junge Mittelfeldhoffnungen aufgeboten. Das Spiel ging 0:1 verloren, und danach herrschte Ratlosigkeit und Empörung im Land. Hüssy wurde von seinen Aufgaben entbunden, und mit dem 0:1 von Oslo war der Glaube an die «Nati» definitiv verloren gegangen. Die Erfolglosigkeit wurde mit den Jahren zum Schicksal, dem sich die Spieler ergaben. In dieser Zeitspanne ging die Klasse von Umberto Barberis in der Auswahl verloren, und er konnte erst in der Ära von Paul Wolfisberg (24. März 1981 – 10. November 1985) Achtungserfolge mit der Nationalmannschaft feiern. Dazu gehören der 2:1-Erfolg in der WM-Qualifikation am 30. Mai 1981 in Basel gegen England, das 1:1-Remis am 19. Mai 1982 in Recife gegen Brasilien, das 1:1 gegen Italien am 28. Mai 1982 in Genf durch ein Tor von «Bertine», der 1:0-Sieg am 17. Oktober 1984 in Bern in der WM-Qualifikation gegen Dänemark, ebenfalls mit einem Tor von Barberis, und das 2:2-Remis am 17. April 1985 gegen die Sowjetunion, als er mit Georges Bregy, Alain Geiger und Heinz Hermann das helvetische Mittelfeld bildete. Mit seinem Einsatz am 2. Juni 1985 in Dublin gegen Irland beendete er seine internationale Laufbahn.

## Karriere als Trainer
2011 wurde Barberis Co-Trainer des Argentiniers Néstor Clausen bei Dubai Club in den Vereinigten Arabischen Emiraten. Im September 2011 wurde er dessen Nachfolger, musste sein Amt jedoch nach zwei verlorenen Meisterschaftsspielen am 1. Oktober 2011 an den Rumänen Marin Ion abgeben.

## Palmarès
- 1974: Cupsieger mit Sion
- 1977, 1979, 1980: Ligacupsieger mit Servette
- 1976, 1979: Alpencupsieger mit Servette
- 1978, 1979, 1984: Cupsieger mit Servette
- 1979, 1985: Schweizer Meister mit Servette
- 1975, 1979, 1980: Schweizer Fussballer des Jahres
- 1982: Französischer Meister mit Monaco
- 1981, 1982: Bester ausländischer Spieler in Frankreich